# Атари, Йона
Йона Атари (ивр. יונה עטרי‎; 4 декабря 1933, Сана, Йемен — 11 марта 2019, Израиль) — израильская певица, актриса театра и телевидения, пик карьеры которой пришёлся на 1950-60-е годы.

## Биография

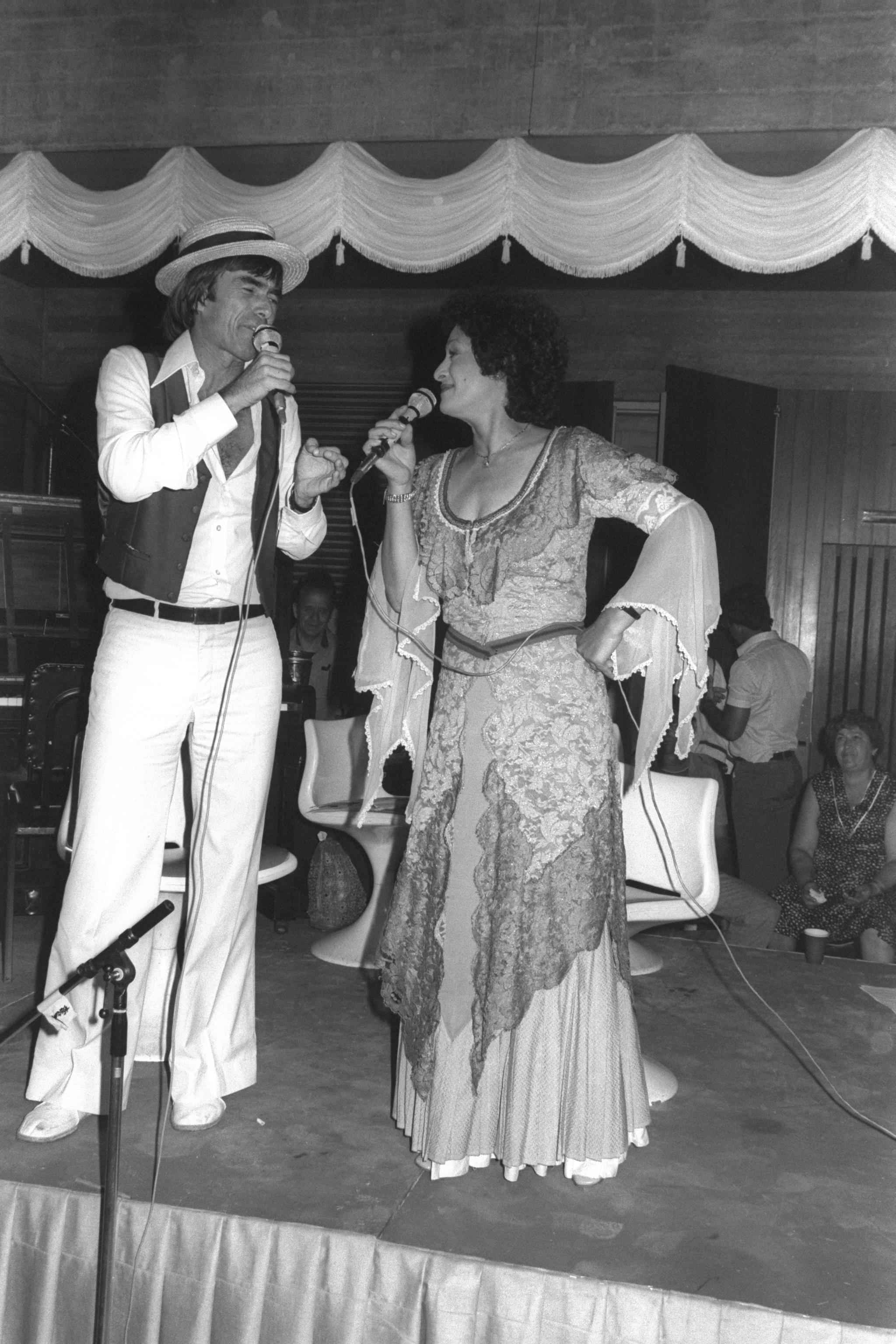
Йона Атари и Эли Горелицкий, 7 июня 1979 года

Атари родилась в Йемене в еврейской семье. Ещё младенцем вместе с семьёй переехала в Эрец Исраэль.
В 1950 году стала первой солисткой ансамбля НАХАЛя. В 1957 году присоединилась к группе «Бацаль ярок» (Зелёный лук), где выступала с Ариком Айнштейном, Эфраимом Кишоном и другими музыкантами.
После демобилизации из АОИ обучалась актёрскому мастерству, играла в театре.
Атари умерла 11 марта 2019 года в возрасте 85 лет.

## Семья
- Гали Атари (род. в 1953 году) — сестра, израильская певица и актриса, победительница конкурса песни Евровидение 1979 года[2].
- Шош Атари (ум. в 2008 году) — сестра, радио- и телеведущая.
- Ури Яффе (ум. в 2012 году) — муж.
- Дана — дочь.
- Орен — сын[5].